# Депутаты Мажилиса Парламента Казахстана III созыва
Избраны на парламентских выборах 2004 года
1. Абасов, Ермек Бегалиевич
2. Агатаева, Куляш Абдибековна
3. Айталы, Амангельды Абдрахманович
4. Алимжанов, Бекен Окенович
5. Алшымбаев, Зейнулла Утежанович
6. Асанов, Турарбек Мажилович
7. Аубакиров, Токтар Онгарбаевич
8. Аяшев, Оналбай Аяшевич
9. Аяшов, Райымбек
10. Баймагамбетова, Багила Бирмагамбетовна
11. Бейсенбаев, Аскар Асанович
12. Бердонгаров, Танирберген Маратович
13. Бобров, Владимир Яковлевич
14. Бояркин, Сергей Иванович
15. Доскалов, Валерий Алексеевич
16. Дьяченко, Сергей Александрович
17. Егоров, Виктор Николаевич (политик)
18. Есжанов, Сауырбай Колибаевич
19. Жалыбин, Сергей Михайлович
20. Жамалов, Аманжан Макаримович
21. Жолшыбеков, Амзебек Рысбекович
22. Итегулов, Марал Сергазиевич
23. Итемгенов, Нурлан Гайсанович
24. Кадырова, Зауре Жусуповна
25. Калижанов, Уалихан Калижанулы
26. Караманов, Узакбай Караманович
27. Киселёв, Сергей Владимирович
28. Клебанова, Дарья Владимировна
29. Конакбаев, Серик Керимбекович
30. Космамбетов, Тулебек
31. Котович, Валерий Николаевич
32. Милютин, Александр Александрович
33. Мукашев, Рахмет Желдыбаевич
34. Мухамеджанов, Урал Байгунсович
35. Назарбаева, Дарига Нурсултановна
36. Нехорошев, Владимир Анфианович
37. Нигматулин, Ерлан Зайруллаевич
38. Нукетаева, Динар Жусупалиевна
39. Нурахметов, Токтархан Нурахметович[2]
40. Омаров, Ермуханбет Омарович
41. Оспанов, Серик Жамекович
42. Рамазанов, Еркин Амануллинович
43. Рахметов, Ержан Оразович
44. Рустемов, Нурбах Турарович
45. Сабильянов, Нуртай Салихулы
46. Сагадиев, Кенжегали Абенович
47. Сухорукова, Вера Николаевна
48. Сыздыков, Тито Уахапович
49. Тарасенко, Елена Ивановна
50. Таспихов, Амангельды Сатыбалдиевич
51. Тиникеев, Мухтар Бакирович
52. Трошихин, Михаил Васильевич
53. Тусупов, Алдияр Али-Аскарович
54. Тлеухан, Бекболат Канаевич
55. Уразалинов, Шаймерден Абильмажинович
56. Утегенов, Амангос Титауович
57. Утепбаев, Байбол Анапияевич
58. Чердабаев, Равиль Тажигариевич
59. Чиркалин, Иван Федорович
60. Шаекин, Рауан Михайлович
61. Шалахметов, Гадильбек Минажевич
62. Шаханов, Мухтар

## Ак жол
1. Байменов, Алихан Мухамедьевич
2. Тшанов, Амалбек Козыбакович

## Асар
4 прошли
1. Елеубаев, Узаккали Биалаевич
2. Сарсенов, Нурдаулет Жумагулович

## АИСТ
11  прошли
1. Мадинов, Ромин Ризович

## Позднне?
- Дуйсекеев, Амангельды Дуйсекеевич
- Джилкишиев, Нурлан Абжаппарович